# Jan van Anrooy
Jan van Anrooy, officieel Jan Adriaan Marie van Anrooij (Zaltbommel, 20 juli 1901 – Tricht, 6 september 1988), was een Nederlandse schilder en tekenaar.

## Leven en werk
Van Anrooy kreeg zijn opleiding aan de Koninklijke School voor Kunst, Techniek en Ambacht in 's-Hertogenbosch. Aan deze instelling volgde hij les van Piet Slager. Nadien werkte hij aan de Kunstgewerbeschule in Wenen als assistent van prof. Bertold Löffler, lid van de modernistische Sezession-beweging. Aansluitend maakte hij lange reizen naar Europese kunstcentra. Terug in Nederland boekte hij in Brabant en Zeeland enig succes als tamelijk klassiek landschapsschilder. De crisis in de jaren dertig dwong hem tot een drastische stap: hij werd in 1936 beroepsmilitair en maakte de Duitse invasie mee als kapitein van de Luchtdoelartillerie.
Na de capitulatie besloot Van Anrooy met de nieuwe machthebbers in zee te gaan. In 1940 werd hij lid van de NSB, en in 1942 lid van de Nederlandsche Volksdienst. Onder Ed Gerdes werd hij plaatsvervangend hoofd van de afdeling Beeldende Kunsten op het Departement van Volksvoorlichting en Kunsten. In die functie gaf hij mede vorm aan het kunstbeleid van de nazi's. In het voorjaar van 1942 werd hij leider van Het Nederlandsche Kunsthuis in Amsterdam, een instelling ter stimulering van nationaalsocialistische kunst. Een solide medewerker bleek hij echter niet te zijn. Hij leed aan periodieke drankzucht, die hem in september 1942 in de Scheveningse gevangenis deed belanden. Zijn ontslag als ambtenaar volgde. Na de oorlog zou hij wegens 'onvaderlandslievend gedrag' tot drie jaar strafkamp worden veroordeeld, maar voordat die straf tot uitvoering kwam, stelde de minister van Justitie hem 'buiten vervolging'. Voor zijn gedragingen gedurende de eerste jaren van de oorlog heeft Van Anrooy zich nooit openlijk verontschuldigd.
Eind 1943 kwam Van Anrooy via evacuatie in de Betuwe terecht, waar hij met onderbreking van perioden in Zuid-Afrika en het Noord-Hollandse Hoorn, vijfentwintig jaar actief zou blijven. Aan de oevers van de Linge ontstond zijn typische combinatie van impressionisme en expressionisme, die hem de kwalificatie 'de Betuwse Van Gogh' bezorgde.

## Exposities
- 1951: South African Association of Arts Gallery, Kaapstad.
- 1976: Westfries Museum, Hoorn.
- 1984: Overzichtstentoonstelling in De Kijkschuur te Acquoy.
- 2021: Flipje & Streekmuseum Tiel, Kunstroute van de Stichting Kunst en Cultuur West-Betuwe.